# Alfons Betz
Alfons Betz (* 21. November 1928; † 19. November 2012) war ein deutscher Fußballschiedsrichter. Zwischen 1963 und 1975 leitete er 96 Spiele in der Bundesliga. 
Betz lebte in Regensburg. Am 14. Dezember 1963 pfiff er mit der Begegnung 1. FC Kaiserslautern gegen Meidericher SV sein erstes Spiel. Seinen letzten Bundesligaeinsatz hatte er am 18. Januar 1975. 1975 leitete er auch das Finale um die Deutsche Amateurmeisterschaft.
Er starb im Alter von 83 Jahren und wurde auf dem Unteren Katholischen Friedhof in Regensburg beigesetzt.